# Stazione di Reims
La stazione di Reims (in francese Gare de Reims) è la principale stazione ferroviaria di Reims, Francia.